# 藤堂忠次郎

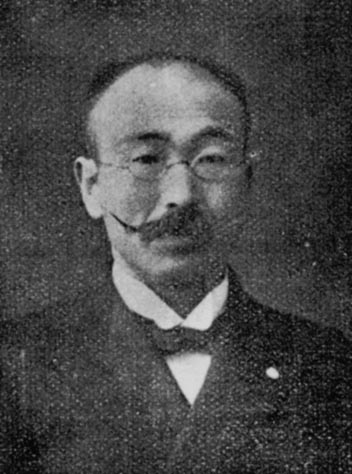
藤堂忠次郎

藤堂 忠次郎（とうどう ちゅうじろう、慶応3年7月20日（1867年8月19日） - 昭和7年（1932年）2月23日）は、日本の教育者。

## 経歴
京都府出身。中村源七の二男に生まれ、藤堂まさの養子となった。1895年（明治28年）、東京高等師範学校を卒業。宮城県師範学校教諭、東京女子高等師範学校教諭、兵庫県明石女子師範学校校長を歴任し、1909年（明治42年）に奈良女子高等師範学校教授に就任した。退官後の1916年（大正5年）から1921年（大正10年）まで大阪府立梅田高等女学校校長・金蘭会高等女学校校長を務めた。

## 著書
- 『女子理科 生物学』（吉川弘文館、1900年） 岩川友太郎と共著
- 『女子理科 生理衛生学』（吉川弘文館、1901年） 岩川友太郎と共著
- 『女子理科 新訂鉱物及化学』（吉川弘文館、1902年） 原田長松と共著